# 球状闪电 (小说)
- 關於改编的电视剧，請見「球状闪电 (电视剧)」。
- 關於自然现象，請見「球状闪电」。

《球状闪电》是由中国科幻作家刘慈欣所著的长篇科幻小说，创作于2001年，2004年6月以《科幻世界·星云Ⅱ》的方式发行，2005年6月由四川科学技术出版社以单行本出版。

## 内容概述
陈博士的童年被一场悲剧笼罩，十四岁生日那天，一个神秘的球状闪电闯入家中，将他的双亲化为灰烬。这段经历深深烙印在他的心中，驱使他长大后投身于物理学，尤其是大气科学领域，渴望揭开球状闪电的秘密。他考入大学，攻读大气科学，直至获得博士学位，期间构建了复杂的数学模型来解释球状闪电现象，尽管数学上严谨无误，却始终难以付诸实践验证。
在一次泰山之行中，陈博士不仅了解到前辈们对球状闪电的探索历程，还邂逅了女科学家林云，一位致力于将球状闪电应用于军事领域的坚定研究者。两人一拍即合，共同面对计算资源不足的挑战，林云甚至不惜冒险入侵SETI@Home服务器，利用分布式计算突破瓶颈。这一行为引起了俄罗斯人格莫夫的注意，他引领二人探访了前苏联的球状闪电研究遗址，揭示了研究的艰辛与失败，尤其是球状闪电产生的极高随机性。
回国后，陈博士调整策略，转向自然中寻找球状闪电的真实形态。通过创新的实验方法，他们成功在空中诱发球状闪电，提出其可能是由闪电激活的未知空间结构——宏电子的激活态。物理学家丁仪的加入，进一步揭示了球状闪电与宏物质、平行宇宙之间的联系，以及其量子效应放大的独特性质。基于此，研究组开发出了球状闪电武器。在一次极端反技术主义者发动的对核电站的恐怖袭击中，球状闪电武器首次投入实战，在不对核电站设施造成任何破坏的情况下将恐怖分子全部消灭，但同时也将核电站内的27名未成年人质化为了量子态。
由于误伤的27名人质，使得陈博士内心挣扎，最终选择退出，转而研究大气与龙卷风。不幸的是，他的研究成果被用于战争，导致中国航母受损。同时，林云坚持推进宏核聚变实验，尽管面临军方制止，她仍擅自启动实验，导致大片区域电子设备芯片消失，迫使战争双方停战。林云则以生命为代价，强行开启宏核聚变实验，结束了战争，自己也化为量子态，向已故的父亲倾诉心声。她的故事，连同陈博士的过往，共同编织了一段关于爱、牺牲、探索与未知的壮丽篇章。
在故事的尾声，陈博士与大学同学戴琳结为夫妻，他的房间始终摆放着一个空花瓶，那是林云曾为他插上的量子玫瑰。

## 主要角色
- 陈博士，本书的第一人称视角男主角，全书未透露他的完整姓名。十四岁时目睹家人死于球状闪电，在大学中获得大气科学博士学位，球状闪电研究组的创始人之一。
- 林云，女主角，中国军队上将林峰的女儿，致力于新概念武器的研究，球状闪电研究组的创始人之一。起先被认为死于宏原子核聚变反应，但根据后来的研究，她并没有在真正意义上死去。
- 丁仪，物理学家，球状闪电研究组的主要成员，发现球状闪电的实质。在刘慈欣的另一系列小說《三體》中亦有登場。

## 关键概念
- 宏物质，包括宏电子和宏原子核等，体积巨大，宏电子尺寸类似于西瓜。宏原子核类似于琴弦，宏物质具有可见的量子效应，其物理特性与现实世界的基本粒子有明显区别，但部分性质又与现实世界的基本粒子类似。[1]。

## 影视改编
- 球状闪电 (电视剧)：2022年拍摄[2]